# Rudolf Pringsheim
Rudolf Pringsheim, znany także jako Rudolf Prinhsheim zu Rodenberg (ur. 3 kwietnia 1821 w Oleśnicy, zm. 19 października 1906 w Berlinie) – górnośląski przedsiębiorca pochodzenia żydowskiego.

## Życiorys

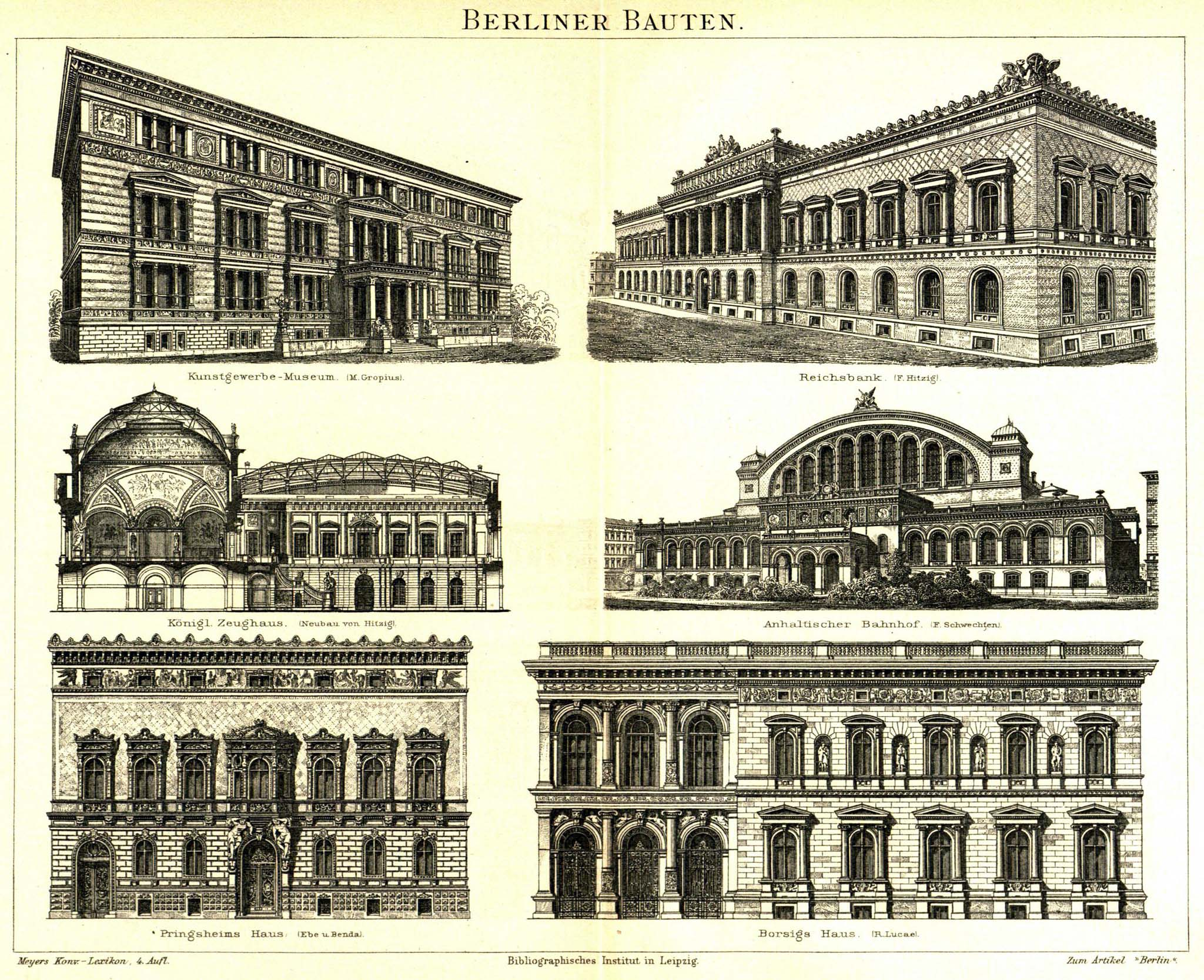
Pałac Pringsheima jako przykład berlińskiej architektury (pierwszy z lewej w dolnym rzędzie) w: Meyers Konversationslexikon (1885-90).

Rudolf Pringsheim wywodził się z górnośląskiej rodziny kupieckiej Pringsheimów. Jego ojcem był Heimann Pringsheim, kupiec oraz właściciel hotelu w Oławie, a żoną Paula Deutschmann (1827–1909). Jego syn, Alfred Pringsheim (1850–1941) był wybitnym matematykiem.
Od roku Rudof Pringsheim 1860 wywierał istotny wpływ na rozwój górnośląskiego przemysłu – nie tylko dlatego, że był właścicielem kilku kopalń, ale przede wszystkim rozwijając sieć kolei wąskotorowej, która łącząc ze sobą poszczególne zakłady znacznie ułatwiła transport między nimi oraz obniżyła jego koszty. W wyniku przejęcia kolei przez państwo pruskie w roku 1889 otrzymał znaczne odszkodowanie, które zainwestował w założony przez siebie koncern przemysłowy „Ferrum”.
W roku 1869 nabył parcelę przy Wilhelmstraße 67 w Berlinie, gdzie w latach 1872–1874 wzniósł rezydencję zwaną Das Bunte Haus (kolorowym domem). Budynek ten został zniszczony podczas II wojny światowej i rozebrany w roku 1950.